# Christoph Grund

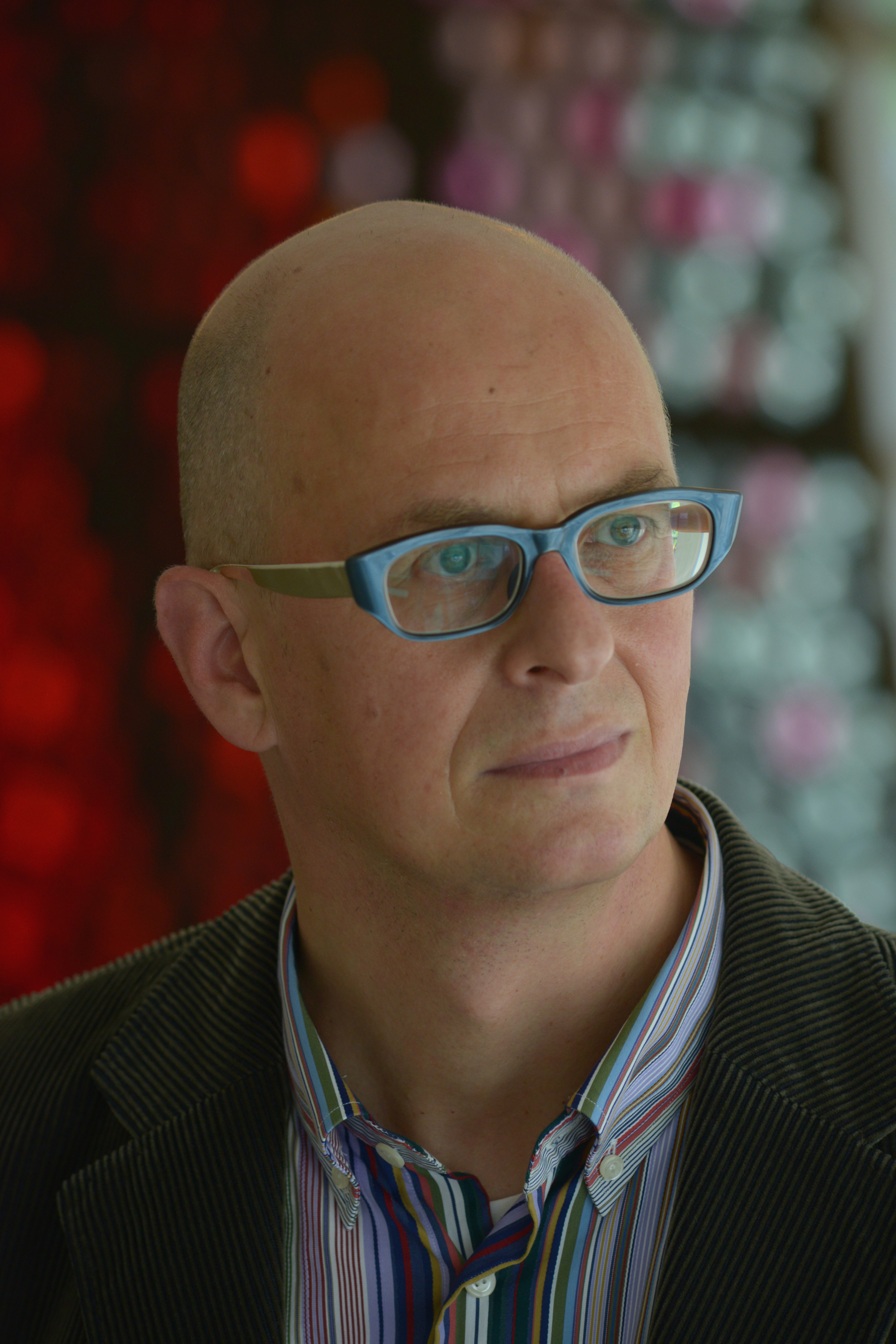
Christoph Grund, Fotografin: Anna Falkenstein

Christoph Grund (* 18. November 1961 in Baden-Baden) ist ein deutscher Pianist und Komponist, der in Berlin lebt.

## Werdegang
Grund begann seine musikalische Ausbildung im Alter von fünf Jahren als Klavierschüler von Maria Bergmann und als Orgelschüler von Johann Sebastian Lambertz. Er wechselte mit sechzehn als Juniorstudent an die staatliche Hochschule für Musik Karlsruhe zu Gunther Hauer. Dort absolvierte er anschließend sein Klavierstudium bei Werner Genuit. Er hatte zudem privaten Kompositionsunterricht bei Wolfgang Rihm und Musiktheorie bei Matthias Spahlinger. Während des Studiums war er als Kurator, Komponist und Pianist in der  Neuen Komponisten-Gesellschaft  tätig, einer Initiative der Kompositionsklassen von Wolfgang Rihm und Mathias Spahlinger. Von 1984 bis 1987 war er Mitglied der Gruppe kreative Musik, einer interdisziplinären Gruppe für künstlerische Improvisation (Leitung: Eugen Werner Velte).
Sowohl als Komponist als auch als Instrumentalist ist Grund eine feste Größe der Neue-Musik-Szene und spielte auf allen wichtigen Festivals für Musik des 20. und 21. Jahrhunderts. Grund erweitert kontinuierlich das klassische Repertoire für sein Instrument. Mit Selbstverständlichkeit und körperlicher Intensität vermittelt er in seinen Programmen Werke von Karlheinz Stockhausen, John Cage, Luciano Berio, Morton Feldman und Galina Ustwolskaja. Ein weiterer Schwerpunkt von Grunds Arbeit liegt auf der Musik von Charles Ives, besonders auf dessen Klaviertrio, Liedern, vierter Sinfonie und Concord Sonata.
Er arbeitete mit Komponisten wie Pierre Boulez, Helmut Lachenmann, Klaus Huber, Vinko Globokar, Mauricio Kagel, Kaija Saariaho, Rolf Riehm, Hans Zender, Wolfgang Rihm, Klaus Ospald, Mark Andre, Helmut Oehring, Andreas Raseghi, Rebecca Saunders, Bernhard Lang, Iris ter Schiphorst, Georg Friedrich Haas, Wolfgang von Schweinitz, Misato Mochizuki, Vykintas Baltakas, Samir Odeh-Tamimi, Sarah Nemtsov, Marko Ciciliani und Minas Borboudakis.
In engem künstlerischen Austausch entstanden u. a. folgende Werke, die ihm gewidmet sind:
- Andreas Raseghi: erstes und zweites Buch der Farbtonstücke, CD bei wergo (1997)[3]
- Iris ter Schiphorst: Dead Wire, Psychotechnics of Keyboard, für Klavier und Elektronik, UA ECLAT-Festival Stuttgart (2011)
- Mark Andre: UA S3 für Klavier und Elektronik in einem Programm mit Werken von Franck Bedrossian und Galina Ustvolskaya  bei Ultraschallfestival (2016)[4]
- Samir Odeh Tamimi: Poligonos für Klavier und Elektronik, Boulezsaal (2019)[5]
- Sarah Nemtsov: Mountain & Maiden für Klavier und Elektronik zu einem Film von Anton von Heiseler und Schmuel Hoffmann Uraufführung bei Ultraschallfestival (2020)[6]
- Franck Bedrossian: Don Qixotte Concerto - Memories of a Knight errant für einen Pianisten, seinen Assistenten und Orchester Uraufführung beim ECLAT-Festival Stuttgart (2021)

Grund ist ein gefragter Kammermusikpartner. Er konzertiert mit dem Pellegrini-Quartett, mit Mitgliedern der Kammerakademie Potsdam, mit Mitgliedern des SWR-Symphonieorchesters sowie mit dem Trio Coriolis und ist ständiger Liedbegleiter von Birthe Bendixen.
Seit 1982 ist er Orchesterpianist des SWR-Sinfonieorchesters Baden-Baden und Freiburg im Breisgau unter den Chefdirigenten Kazimierz Kord (1982–1986), Michael Gielen (1986–1999), Sylvain Cambreling (1999–2011), François-Xavier Roth (2011–2016), seit 2016 SWR-Symphonieorchester, seit 2018 unter Teodor Currentzis und spielte dort alle bedeutenden Soloparts der Orchesterliteratur.
Sein kompositorisches Werk umfasst multimediale Performances, Solostücke und Kammermusik, Werke für Chor und Kammerorchester, eine Filmoper, Musiktheater, Musik zu Kunstvideos und Hörspielen sowie zwei Kammeropern (in Zusammenarbeit mit Birthe Bendixen).

## Werke
- Musik für Orgel und zwei Tonbandmaschinen (1985), Uraufführung: Weingartner Tage Junger Künstler
- Psaltertape, für Psalterium und Tonband (1985), Zusammenarbeit mit Andreas Raseghi (Ensemble Chrisandre Pur)
- Belletoile, für Klavier und Tonband (1986), Uraufführung: Tage für Neue Musik Karlsruhe
- Dornröschen, für Sampler, Diaprojektion und Video (1987), Uraufführung: Kunstverein Karlsruhe
- Flipper, für Sampler (1989), Uraufführung: Eröffnung der vorläufigen Studios des Zentrums für Kunst und Medientechnologie Karlsruhe
- Game and Earnest, Konzert für Schachspieler, computergesteuerte Sampler und Synthesizer, Klavier Gitarre, Turntables, Tonband und Rückkopplungen, Saxofone und Klangregisseur (1989), Gruppenkomposition mit Dietrich Eichmann, Wolfgang von Stürmer und Reimar Volker
- Eisenherz, für Sampler (1989), Uraufführung: Kernforschungszentrum Karlsruhe
- Voegelei, für Frauenstimme, Sampler und Diaprojektion (1991), Uraufführung: for private use only, Augartenstudio Karlsruhe
- Sing-Sang, für Frauenstimme, Tonband und Videoprojektion (1992), Produktion des Zentrums für Kunst und Medientechnologie Karlsruhe, Uraufführung: Süddeutscher Rundfunk Karlsruhe
- Musik zum Hörspiel Rote Schuhe (1993) von Esther Dischereit, Zusammenarbeit mit Birthe Bendixen, Regie: Stephanie Hoster, Saarländischer Rundfunk Saarbrücken, Hörspiel des Monats Mai 1993
- Come together, für Saxofon, Cello, Klavier und Percussion (1993), Uraufführung: Süddeutscher Rundfunk Karlsruhe
- Musik zum Hörspiel Das debile Dorf (1993) von Kai Buchholz, Regie: Christiane Ohaus, Saarländischer Rundfunk Saarbrücken
- On est d’accord, für Akkordeon, Sampler und Hybridinstrumente von Ken Butler (1994), Uraufführung: Radio Bremen
- Musik zum Hörspiel Fernzüge (1995) von Dieter Philippi, Regie: Christiane Ohaus, Radio Bremen
- Sing & Remember, ctrl.alt.del.opera for a video idea by Nam June Paik (1995), Zusammenarbeit mit Bettina Bruns und Birthe Bendixen, Uraufführung: Reihe Ars Nova des Südwestfunks in der Universität Trier
- Musik zum Hörspiel Poem für Jacob Wassermann (1995) von Irina Liebmann, Regie: Christiane Ohaus, Radio Bremen/Deutschlandradio
- Musik zum Hörspiel Die vier Horizonte der Wüste (1997) von Anette Kührmeyer nach Texten von Edmond Jabès, Regie: Christiane Ohaus, Radio Bremen
- Musik zum Hörspiel Geh nicht auf den Eulenhügel (1998) von Christina Calvo, Regie: Christiane Ohaus, Radio Bremen/Norddeutscher Rundfunk Hamburg
- Musik zum Hörspiel Was gibt’s Neues vom Krieg (1998) von Robert Bober, Regie: Christiane Ohaus, Saarländischer Rundfunk mit Radio Bremen und Deutschlandradio Berlin
- Musik zum Hörspiel Kreise im Spiegel (1999) von Asja Srnec Todorović, Regie: Christiane Ohaus, Norddeutscher Rundfunk Hamburg
- Musik zum Hörspiel Sprechakte (2000) von Arkadij Bartov, Regie: Christiane Ohaus, Radio Bremen/Deutschlandradio Berlin
- Musik zum Hörspiel Am Rande der Nacht (2000) nach einer Novelle von Friedo Lampe, Regie: Christiane Ohaus, Radio Bremen/Saarländischer Rundfunk
- Musik zum Hörspiel Variationen über Susanna (2001) von Nicholas Hause/Anonymus, Regie: Gottfried von Einem, Radio Bremen
- Musik zum Hörspiel Nichtschwimmercafé (2001) von Steffen Thiemann, Regie: Christiane Ohaus, Norddeutscher Rundfunk Hamburg
- Musik zum Hörspiel Das Lied vom Hackeschen Markt (2001) von Irina Liebmann, Regie: Christiane Ohaus, Radio Bremen/Sender Freies Berlin
- Musik zum Hörspiel Die Russische (2002) von Ines Geipel, Regie: Christiane Ohaus, Deutschlandradio/Saarländischer Rundfunk
- Musik zum Hörspiel Das Glasperlenspiel (2002) von Hermann Hesse, Bearbeitung: Michael Farin, Regie: Christiane Ohaus, Hessischer Rundfunk/Radio Bremen
- Musik zum Hörspiel Der Waldspaziergang (2009) von Karl-Heinz Bölling, Regie: Christiane Ohaus, Radio Bremen/Deutschlandradio Kultur
- Musik zum Hörspiel Das fünfte Gebot (2010), Regie: Christiane Ohaus, Radio Bremen
- Echofelder, Musiktheater zum Thema Echo und Narziss für Gesang, Klavier und Liveelektronik (2011), Zusammenarbeit mit Birthe Bendixen, Uraufführung: Tage für Neue Musik Rottenburg am Neckar, in der Reihe ARS NOVA des SWR
- Romeo feat. Julia, Rapsongs auf Texte von Shakespeare (2012), Zusammenarbeit mit Rapucation Berlin, sowie Zwischenmusiken und Überleitungen zum Ballett Romeo und Julia von Sergei Sergejewitsch Prokofjew
- Karlas Lied, Musik zu dem gleichnamigen Video von Annette Weisser (2012)[10]
- Himmelsmusik – Engeltheater, drei musiktheatralische Interventionen zum Weihnachtsoratorium von Johann Sebastian Bach für vier Kinderchorgruppen, Chor und Orchester (2013)
- Bearbeitung der Lieder eines fahrenden Gesellen von Gustav Mahler für Singstimme, Violine, Horn und Klavier (2014)
- Wohin? Auswege in die Musik von Schubert und Kurtág, ein komponiertes Kammermusikprogramm mit instrumentalen Bearbeitungen von Schubert-Liedern und Kammermusik von György Kurtág (2015/2016)[7]
- Alle Flüsse fließen ins Meer doch wird das Meer nicht voll, für Chor und Saxofonquartett (2017/2018)
- Herztöne, ein Musiktheaterprojekt des Theaterensembles Papillons des Pflegewohnheims Fidicinstraße in Berlin (2018), Zusammenarbeit mit Christine Vogt, Birthe Bendixen und Silja Landsberg[9]
- Deutsche Wohnen – was singen die Diven?, Filmoper (2019), Zusammenarbeit mit Ulf Aminde, Miriam Schickler, Marlies Pahlenberg und Birthe Bendixen, Uraufführung: Projekt Kunst im Stadtraum am Hansaplatz[8]